# D'Artagnan y los tres mosqueteros
D'Artagnan y los tres mosqueteros es la primera de las dos secuelas a la película del 2001 El mosquetero dirigida en Canadá por Pierre Aknine. La película franco-canadiense está basada en la adaptación de la novela de Los tres mosqueteros escrita por Alejandro Dumas, y fue estrenada el día 6 de febrero de 2005.

## Argumento
La película que está ambientada en la Francia del siglo XVIII, narra la famosa historia del enfrentamiento entre los mosqueteros del Rey Luis XIII (1610-1643) y los guardias del primer ministro, el cardenal Richelieu.

## Producción
La película comenzó a filmarse el 15 de agosto de 2004 y terminó de grabarse el día 19 de noviembre de 2004. 
- Datos: Q1218101